# Весела хроніка небезпечної подорожі
«Весела хроніка небезпечної подорожі» (рос. «Весёлая хроника опасного путешествия») — російський радянський художній фільм 1986 року режисера Євгена Гінзбурга. Фільм-ревю в жанрі музичної комедії. 

## Сюжет
Сучасна версія сюжету з давньогрецьких міфів про подорожі Аргонавтів з Еллади до Колхіди за золотим руном...

## У ролях
- Зураб Кипшидзе
- Ліка Кавжарадзе
- Сергій Шакуров
- Олександр Абдулов
- Теймураз Циклаурі
- Роман Рцхіладзе
- Нугзар Квашалі
- Джемал Багашвілі
- Леонід Ярмольник
- Ігор Рух
- Анатолій Калмиков
- Вахтанг Татішвілі
- Анрі Басілая
- Валентин Манохин
- Олена Степанова
- Ельвіра Зубкова

## Творча група
- Автори сценарію: — Джемал Багашвілі, Євген Гінзбург, Юрій Ряшенцев
- Режисери-постановники: — Євген Гінзбург
- Оператори-постановники: — Олександр Шапорін
- Композитори: — Олександр Басілая